# Dance me to the end of love
A Dance me to the end of love –   Leonard Cohen egyik híres dala. Bár dal elsőre szerelemről szóló dalnak tűnik, valójában a holokauszt ihlette. A haláltáborokban, a krematóriumok mellett, a haláltáborok egy részében egy vonósnégyeseket kellett előadni, miközben ez a borzalom zajlott.
A dallam a görög hasapiko népdalritmust idézi fel, és valószínűleg Cohen tartós kapcsolata ihlette a görög Hydra szigettel.

## Híres felvételek
- Madeleine Peyroux
- Antonis Kalogiannis
- Jorge Drexler
- Misstress Barbara
- Mark Seymour
- Patricia O’Callaghan
- Tula Ben Ari

- Isabelle Adjani
- Baila Nova
- (2012 album Matador: The Songs of Leonard Cohen)...

## Film
rövidfilmek:
- 2011: Dance Me to the End of Love − r.: Martha Goddard
- 1995: Leonard Cohen: Dance Me to the End of Love − r.: Aaron A. Goffman